# Tuchmacherhof Offermann

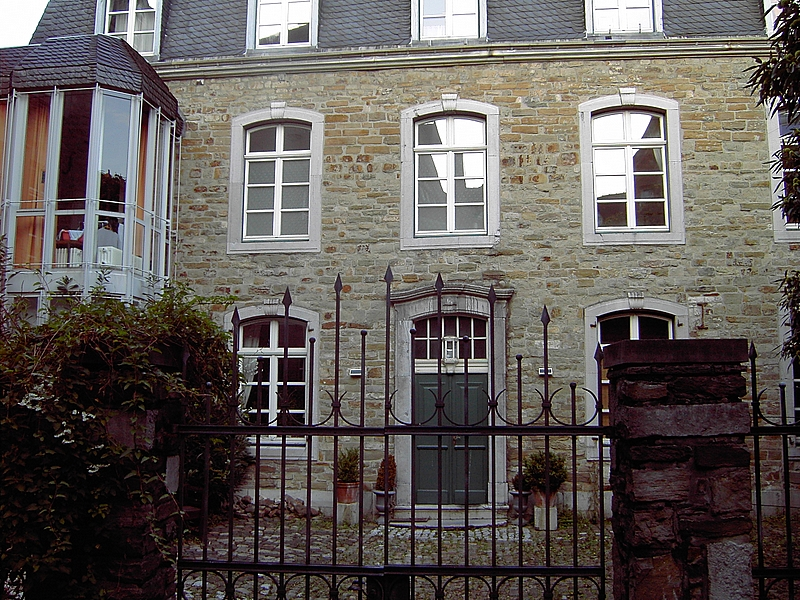
Tuchmacherhof Offermann
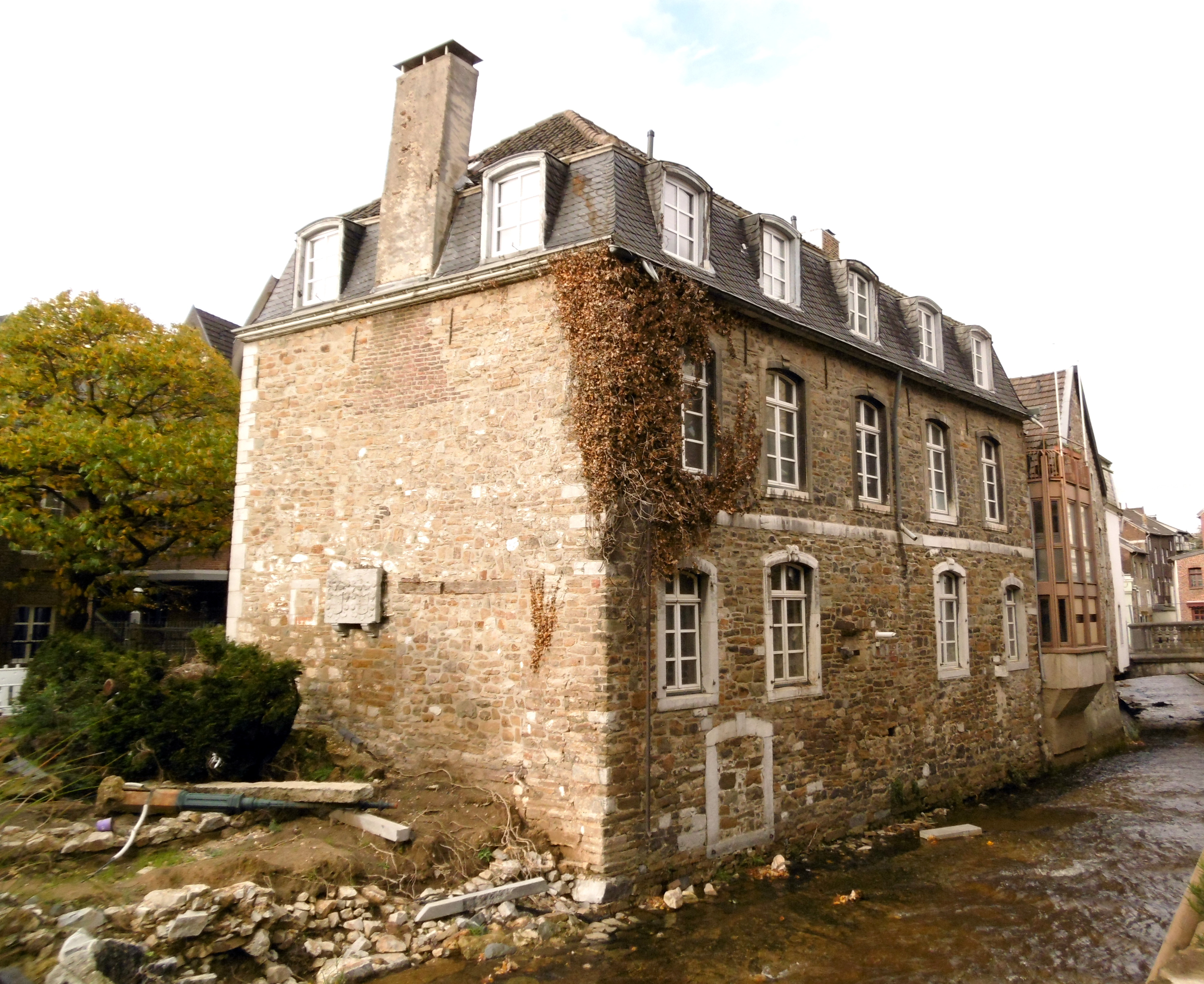
Tuchmacherhof Rückseite am Vichtufer

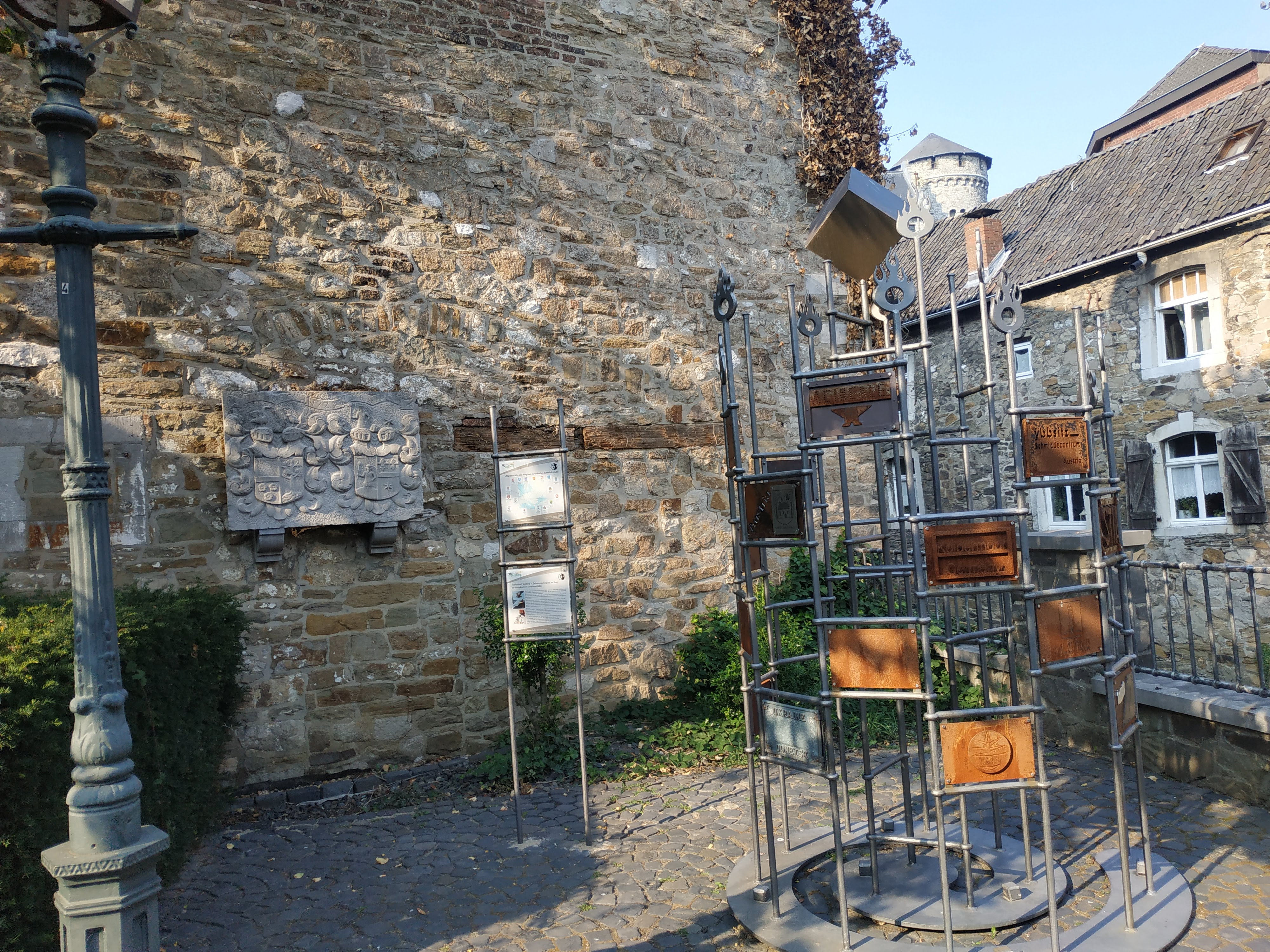
Hinweistafel, Allianzwappen und Gedenkskulptur am Tuchmacherhof

Der Tuchmacherhof Offermann ist ein ehemaliger Kupferhof im Stadtteil Oberstolberg der Stadt Stolberg (Rhld.) in der Städteregion Aachen und gilt als ein wesentlicher Zeitzeuge des industriellen Wandels der Stadtgeschichte.

## Historie des Gebäudes
Das Gebäude wurde im 18. Jahrhundert als Kupferhof errichtet und befand sich in zentraler Lage innerhalb Stolbergs zwischen den Kupferhöfen Schleicherhof, Bauschenberg, Schart, Knautzenhof sowie zahlreichen kleineren Kupferhöfen.
Mit sinkender weltwirtschaftlicher Bedeutung der Stolberger Messingindustrie verlor auch dieser Kupferhof seine Rolle als Produktionsstätte. Es kam zu einer wirtschaftlichen Neuorientierung Stolbergs. Alternativen zur marktbeherrschenden Rolle der Metallindustrie mussten entwickelt werden. Daraufhin übernahm Matthias von Asten im Jahr 1719 den Komplex und richtete dort eine Tuchmanufaktur ein. Um 1750 erwarb schließlich Johann Paul Offermann, ein Tuchmacher aus Imgenbroich, das Gebäude und nutzte es zur Fertigung von Feintuchen. Es stand damit in direkter Konkurrenz zur benachbarten Tuchfabrik Krone. Der Tuchmacherhof Offermann florierte etwa 60 Jahre lang, ehe auch das Tuchmacherhandwerk aus Stolberg abwanderte.
Zu Beginn des 19. Jahrhunderts wurde das vordere Gebäude verkauft und ein Gastronomieunternehmen eingerichtet, andere Gebäudeteile drohten zu verfallen. Mitte der 1980er Jahre fand eine komplette Sanierung des Gebäudekomplexes statt. 
Die Einzelgebäude des ehemaligen Tuchmacherhofes Offermann werden inzwischen als Wohngebäude genutzt. Der Innenhof des Gebäudekomplexes erhielt den Namen des ehemaligen Hofbesitzers.

## Architektur
Der spätbarocke Hof besteht aus drei Einzelgebäuden und wurde aus dem in der Region üblichen Material Bruchstein des in Steinbrüchen der Umgebung abgebauten Blausteins gefertigt. Ein Gartenflügel des Hauses ist zum benachbarten Vichtbach ausgerichtet. Zum Komplex gehören ein ausgedehnter Vorplatz sowie eine Brücke, die zugehörige Gebäude auf beiden Seiten des Baches verbindet. 